# Bulcy
Bulcy är en kommun i departementet Nièvre i regionen Bourgogne-Franche-Comté i de centrala delarna av Frankrike. Kommunen ligger i kantonen Pouilly-sur-Loire som tillhör arrondissementet Cosne-Cours-sur-Loire. År 2022 hade Bulcy 144 invånare.

## Befolkningsutveckling
Antalet invånare i kommunen Bulcy
| Referens: INSEE |